# Sehnde
Sehnde är en stad i Region Hannover i förbundslandet Niedersachsen i Tyskland.